# Metoeca
Metoeca es un género de polilla monotípico de la familia Crambidae. Contiene solo una especie, Metoeca foedalis, que tiene una amplia distribución, incluyendo la República Democrática del Congo, Guinea Ecuatorial, Sudáfrica, China, Japón, Taiwán, Tailandia y Australia (Queensland). 
La envergadura es aproximadamente de unos 15 mm. Los adultos son blancos con puntos y líneas de color marrón oscuro y manchas de color marrón pálido.